# Jeff Corey
Jeff Corey, pseudonimo di Arthur Zwerling (Brooklyn, 10 agosto 1914 – Santa Monica, 16 agosto 2002), è stato un attore e insegnante statunitense.

## Biografia
Figlio di Nathan Zwerling, un immigrato ebreo austriaco, e di Mary Peskin, immigrata ebreo russa, Corey frequentò la New Utrecht High School a Brooklyn e fu attivo nella Dramatic Society della scuola. Frequentò successivamente la Feagin School of Dramatic Art, fondata da Lucy Feagin, e prese parte al New York Federal Theatre Project.
Considerato uno dei più importanti maestri di recitazione di Hollywood, Corey iniziò la carriera di attore negli anni trenta sui palcoscenici di Broadway e in tournée teatrali.
Trasferitosi in California nel 1937, con il suo aspetto segaligno, il volto caratterizzato da marcate sopracciglia scure e uno sguardo accigliato, Corey si costruì una solida carriera cinematografica interpretando numerosi ruoli di secondo piano. La profonda passione per l'arte della recitazione lo portò a fondare a Hollywood l'Actors Laboratory, un laboratorio formativo al mestiere di attore.
Indagato dalla Commissione per le attività antiamericane (HUAC) e messo al bando dall'industria cinematografica, tra il 1951 e il 1963 Corey non riuscì più a ottenere scritture a Hollywood e non apparve più sugli schermi cinematografici, dedicandosi quindi a tempo pieno all'insegnamento dell'arte drammatica. Tornò a recitare sul grande schermo alla metà degli anni sessanta e apparve in numerosi ruoli di caratterista, tra i quali quello dello sceriffo in Butch Cassidy (1969) e quello di Wild Bill Hickok in Il piccolo grande uomo (1970), continuando nel frattempo l'attività di insegnante di recitazione e di direttore del Jeff Corey Acting Studio.
Nel 1938 sposò Hope N. Victorson con cui rimase sposato per 64 anni, fino alla sua morte; dal loro matrimonio nacquero tre figlie: Eve, Jane e Emily.
Morì nel 2002, a 88 anni, in seguito alle complicazioni di una caduta.

## Filmografia parziale

### Cinema
- La donna di fuoco (Ramrod), regia di André De Toth (1947)
- Forza bruta (Brute Force), regia di Jules Dassin (1947)
- Gentiluomo ma non troppo (Alias a Gentleman), regia di Harry Beaumont (1948)
- Il naufragio dell'Hesperus (The Wreck of the Hesperus), regia di John Hoffman (1948)
- Ultima tappa per gli assassini (Canon City), regia di Crane Wilbur (1948)
- Giovanna d'Arco (Joan of Arc), regia di Victor Fleming (1948)
- La volpe rossa (Kidnapped), regia di William Beaudine (1948)
- La strega rossa (Wake of the Red Witch), regia di Edward Ludwig (1948)
- Donne di frontiera (Roughshod), regia di Mark Robson (1949)
- Malerba (City Across the River), regia di Maxwell Shane (1949)
- Seguimi in silenzio (Follow Me Quietly), regia di Richard Fleischer (1949)
- Odio (Home of the Brave), regia di Mark Robson (1949)
- Bagdad, regia di Charles Lamont (1949)
- L'uomo del Nevada (The Nevadan), regia di Gordon Douglas (1950)
- La carovana maledetta (The Outriders), regia di Roy Rowland (1950)
- Frecce avvelenate (Rock Island Trail), regia di Joseph Kane (1950)
- L'amante del bandito (Singing Guns), regia di R.G. Springsteen (1950)
- Le foglie d'oro (Bright Leaf), regia di Michael Curtiz (1950)
- La prossima voce (The Next Voice You Hear...), regia di William A. Wellman (1950)
- La quattordicesima ora (Fourteen Hours), regia di Henry Hathaway (1951)
- L'uomo dell'est (Rawhide), regia di Henry Hathaway (1951)
- L'avamposto degli uomini perduti (Only the Valiant), regia di Gordon Douglas (1951)
- La roccia di fuoco (New Mexico), regia di Irving Reis (1951)
- Il principe ladro (The Prince Who Was a Thief), regia di Rudolph Maté (1951)
- La montagna dei sette falchi (Red Mountain), regia di William Dieterle (1951)
- Il balcone (The Balcony), regia di Joseph Strick (1963)
- L'assassino viene ridendo (The Yellow Canary), regia di Buzz Kulik (1963)
- Un giorno di terrore (Lady in a Cage), regia di Walter Grauman (1964)
- I violenti di Rio Bravo (Der Schatz der Azteken), regia di Robert Siodmak (1965)
- L'ultimo omicidio (Once a Thief), regia di Ralph Nelson (1965)
- Mickey One, regia di Arthur Penn (1965)
- Cincinnati Kid (The Cincinnati Kid), regia di Norman Jewison (1965)
- Operazione diabolica (Seconds), regia di John Frankenheimer (1966)
- A sangue freddo (In Cold Blood), regia di Richard Brooks (1967)
- Lo strangolatore di Boston (The Boston Strangler), regia di Richard Fleischer (1968)
- Il trafficante di Manila (Impasse), regia di Richard Benedict (1969)
- Il Grinta (True Grit), regia di Henry Hathaway (1969)
- Butch Cassidy (Butch Cassidy and the Sundance Kid), regia di George Roy Hill (1969)
- L'altra faccia del pianeta delle scimmie (Beneath the Planet of the Apes), regia di Ted Post (1970)
- L'impossibilità di essere normale (Getting Straight), regia di Richard Rush (1970)
- Omicidio al neon per l'ispettore Tibbs (They Call Me Mister Tibbs!), regia di Gordon Douglas (1970)
- Il piccolo grande uomo (Little Big Man), regia Arthur Penn (1970)
- Il piccione d'argilla (Clay Pigeon), regia di Lane Slate, Tom Stern (1971)
- Il solitario di Rio Grande (Shoot Out), regia di Henry Hathaway (1971)
- Catlow, regia di Sam Wanamaker (1971)
- Gli ultimi fuochi (The Last Tycoon), regia di Elia Kazan (1976)
- Sciacalli si muore (Moonshine County Express), regia di Gus Trikonis (1977)
- Bentornato Dio! (Oh, God!), regia di Carl Reiner (1977)
- I 4 dell'Oca selvaggia (The Wild Geese), regia di Andrew V. McLaglen (1978)
- Il ritorno di Butch Cassidy & Kid (Butch and Sundance: The Early Days), regia di Richard Lester (1979)
- I magnifici sette nello spazio (Battle Beyond the Stars), regia di Jimmy T. Murakami (1980)
- La spada a tre lame (The Sword and the Sorcerer), regia di Albert Pyun (1982)
- Conan il distruttore (Conan the Destroyer), regia di Richard Fleischer (1984)
- Dr. Creator - Specialista in miracoli (Creator), regia di Ivan Passer (1985)
- Il segno della giustizia (Messenger of Death), regia di J. Lee Thompson (1988)
- Due nel mirino (Bird on a Wire), regia di John Badham (1990)
- Ruby Cairo, regia di Graeme Clifford (1992)
- Beethoven 2 (Beethoven's 2nd), regia di Rod Daniel (1993)
- Il colore della notte (Color of Night), regia di Richard Rush (1994)

### Televisione
- The Nurses – serie TV, episodio 3x05 (1964)
- Gli uomini della prateria (Rawhide) – serie TV, episodio 8x01 (1965)
- Selvaggio west (The Wild Wild West) – serie TV, episodi 1x06-3x19 (1965-1968)
- Hawk l'indiano (Hawk) – serie TV, episodio 1x01 (1966)
- I giorni di Bryan (Run for Your Life) – serie TV, episodio 1x22-3x07 (1966-1967)
- Bonanza – serie TV, episodi 8x13-12x15 (1966-1971)
- Garrison Commando (Garrison's Gorillas) – serie TV, episodio 1x03 (1967)
- Iron Horse – serie TV, episodio 2x03 (1967)
- Star Trek – serie TV, episodio 3x21 (1969)
- Le strade di San Francisco (The Streets of San Francisco) – serie TV, 1 episodio (1973)
- La casa nella prateria (Little House on the Prairie) – serie TV, episodi 5x20-7x19 (1979-1981)
- A-Team – serie TV, episodio 5x08 (1987)
- Streghe (Charmed) – serie TV, 1 episodio (2000)

## Doppiatori italiani
- Bruno Persa in Cincinnati Kid, Il solitario di Rio Grande
- Sandro Ruffini in Forza bruta
- Adolfo Geri in La strega rossa
- Nino Pavese in Bagdad, Le foglie d'oro
- Lauro Gazzolo in L'avamposto degli uomini perduti
- Renato Turi in A sangue freddo
- Enzo Tarascio in L'altra faccia del pianeta delle scimmie
- Pino Locchi in Il piccolo grande uomo
- Sergio Fiorentini ne Il ritorno di Butch Cassidy & Kid